# 1911 у футболі
Нижче наведені футбольні події 1911 року у всьому світі.

## Засновані клуби
- Аустрія (Відень) (Австрія)
- Брешія (футбольний клуб) (Італія)
- Вікторія (Пльзень) (Чехія)
- Скала (Стрий)
- Україна (Львів)
- Хайдук (Спліт) (Хорватія)
- ЦСКА (Москва) (Росія)

## Національні чемпіони
- Аргентина
  - Алумні Атлетік

- Бельгія
  - Серкль (Брюгге)

- Англія
  - Манчестер Юнайтед

- Німеччина
  - Вікторія 1889

- Угорщина
  - Ференцварош

- Італія
  - Про Верчеллі

- Люксембург
  - Расінг Клуб Люксембург

- Нідерланди
  - Спарта (Роттердам)

- Парагвай
  - Насьональ (Асунсьйон)

- Шотландія
  - Рейнджерс

- Швеція
  - АІК

- Уругвай
  - СУРКК

- Греція
  - Панеллініос